# Herman Meyboom
Herman Meyboom (ur. 23 sierpnia 1889 w Surabai, zm. ?) – belgijski pływak i waterpolista z początków XX wieku, medalista igrzysk olimpijskich.
Wystąpił na igrzyskach olimpijskich dwukrotnie. Po raz pierwszy jako osiemnastolatek wziął udział w rywalizacji waterpolistów i pływaków podczas IV Letnich Igrzysk Olimpijskich w 1908 roku w Londynie. W turnieju piłki wodnej wraz z drużyną zdobył srebrny medal, ulegając jedynie reprezentacji gospodarzy; zaś w pływaniu na 100 metrów stylem dowolnym odpadł w fazie eliminacyjnej. Cztery lata później w Sztokholmie podczas V Letnich Igrzysk Olimpijskich wziął udział w tych samych konkurencjach – w turnieju waterpolistów zdobył brązowy medal, a w pływaniu na 100 metrów stylem dowolnym ponownie odpadł w fazie eliminacyjnej.